# 埃珀茨豪森
埃珀茨豪森是德国黑森州的一个市镇。总面积13.11平方公里，总人口6051人，其中男性2968人，女性3083人（2011年12月31日），人口密度462人/平方公里。

## 友好城市
- 法國 沙乌斯